# سي بي دولواي
سي بي دولواي (بالإنجليزية: C. B. Dollaway؛ مواليد 10 أغسطس 1983) هو مُقاتل فنون قتالية مختلطة أمريكي.

## وصلات خارجية
- سي بي دولواي على موقع يو إف سي (الإنجليزية)
- سي بي دولواي على موقع شيردوغ (الإنجليزية)
- سي بي دولواي على موقع Tapology.com (الإنجليزية)
- سي بي دولواي على موقع IMDb (الإنجليزية)